# کژچینچیتسه
کژچینچیتسه (به لهستانی:  Krzcięcice) یک منطقهٔ مسکونی در لهستان است که در گمینا سنجشوو واقع شده‌است.
 کژچینچیتسه  ۲۱۰ نفر جمعیت دارد.